# Jaan Kross

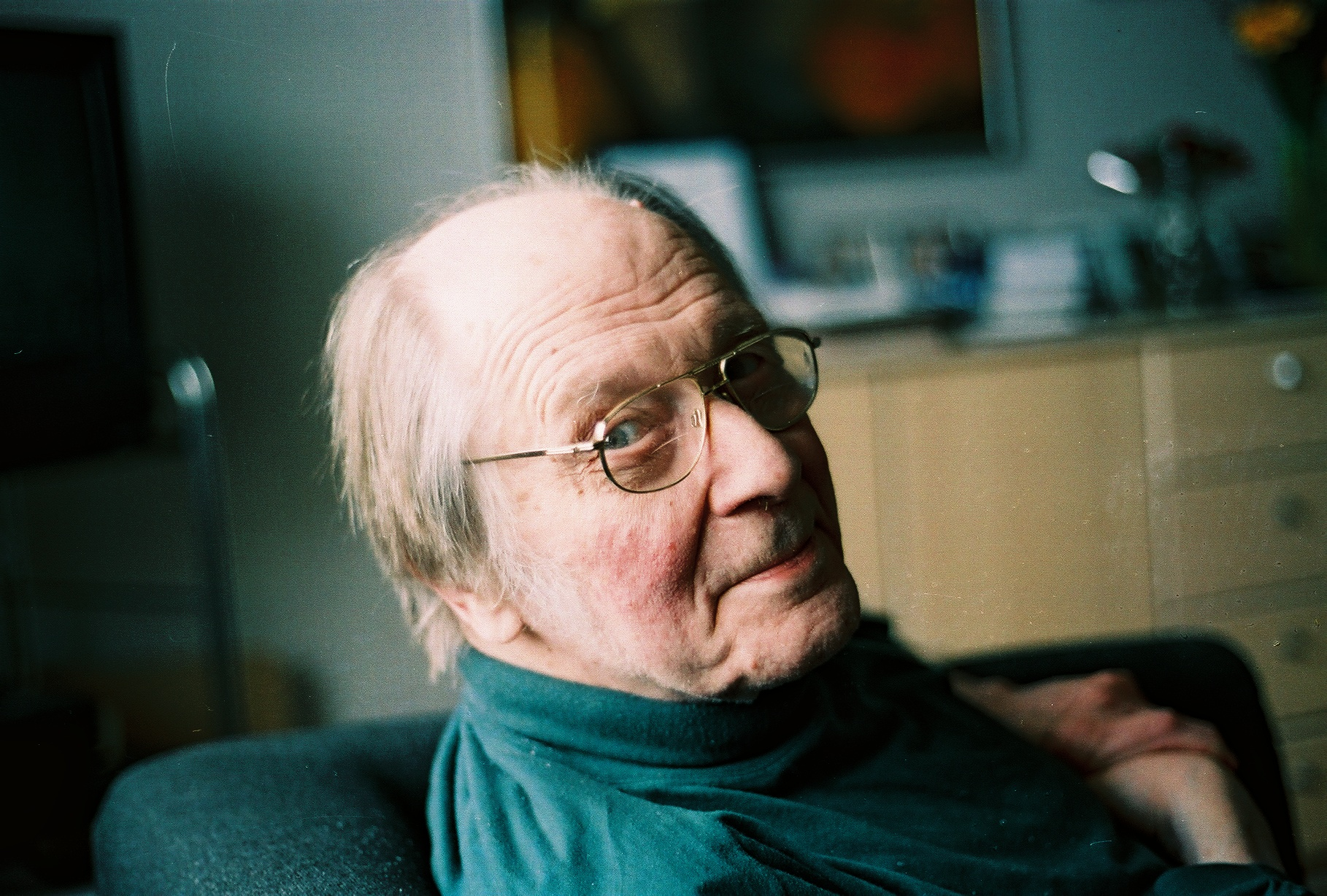
Jaan Kross (2004)

Jaan Kross (* 19. Februar 1920 in Tallinn; † 27. Dezember 2007 ebenda) war ein estnischer Schriftsteller.

## Leben

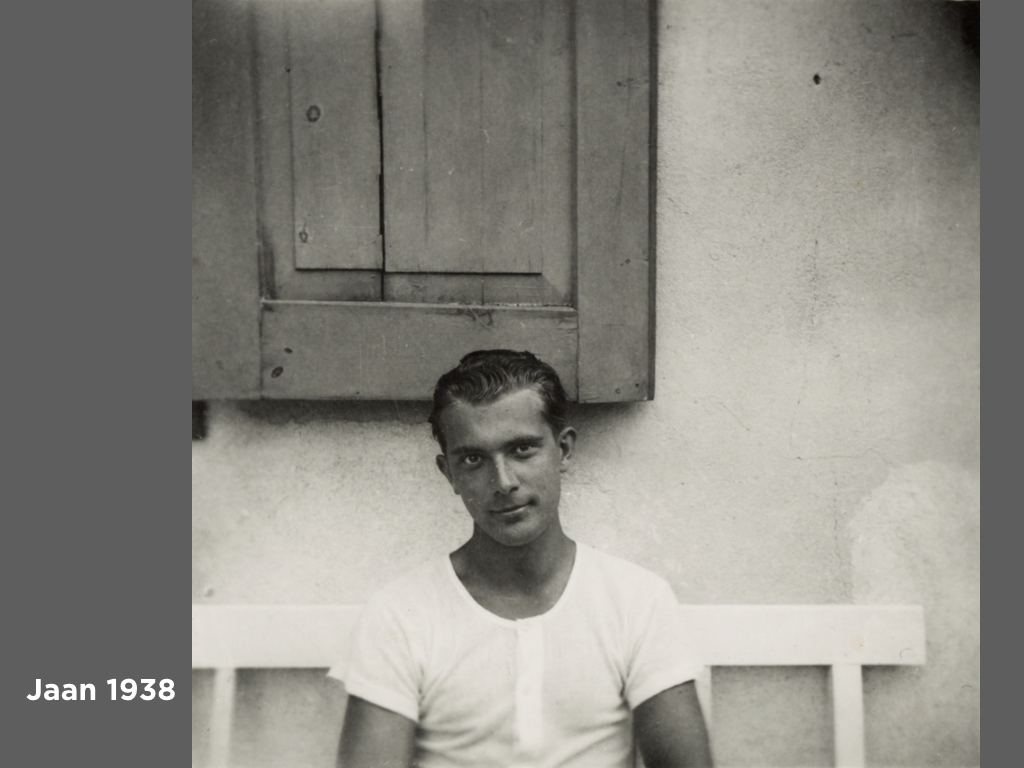
Jaan Kross (1938)

Jaan Kross machte 1938 in Tallinn sein Abitur mit Latein. Deutsch lernte er erst am Gymnasium, auch wenn seine Eltern die Sprache beherrschten. Ab dem achtzehnten Lebensjahr besuchte er die Universität Tartu, die er 1944 als Jurist mit Spezialisierung in Internationalem Recht abschloss. Danach lehrte er dort als Dozent für eineinhalb weitere Jahre (und wieder als Professor der Artes Liberales 1998). Seine Doktorarbeit konnte er nicht zum Abschluss bringen. Kross beteiligte sich am estnischen Widerstand. Im Frühjahr 1944 wurde er von den deutschen Besatzern verhaftet und während fünf Monaten gefangen gehalten.
1946 wurde er von den Sowjets verhaftet, denn auch ihnen missfiel sein Eintreten für die estnische Unabhängigkeit. Kross war fast zwei Jahre in Tallinn in einem Gefängnis. Dort lernte er Russisch. Danach wurde er zum Kohleabbau nach Sibirien deportiert, wo er acht Jahre als politischer Gefangener (1947–1951) im Gulag in der Komi ASSR und später als Verbannter (1951–1954) im Krasnojarsker Gebiet verbringen musste. In der Krasnojaker Verbannung arbeitete er in einem Kolchos mit Tomatenanbau und wohnte in Wohnungen im Dorf mit Russen, Georgiern, Balten und Ukrainern. Mit der Familie konnte er Briefe und Pakete austauschen. Alle zwei bis drei Wochen wurde seine Anwesenheit durch den KGB kontrolliert. Um sich intellektuell zu betätigen, begann er mit dem literarischen Übersetzen, insbesondere von Heinrich Heine und Alexsander Blok. Nach dem Tod Stalins und der einsetzenden Entstalinisierungspolitik seines Nachfolgers wurde er aus der Verbannung entlassen.
Nach seiner Rückkehr nach Tallinn 1954 folgten im nächsten Jahr erste Veröffentlichungen von Gedichten in verschiedenen Zeitschriften. Seitdem war er als freier Schriftsteller tätig. Seine reimlosen Gedichte der 1950er und 60er Jahre modernisierten die estnische Lyrik. Er war seit 1958 Mitglied des Schriftstellerverbandes der Estnischen SSR, dessen Präsidium er ab 1971 angehörte, 1970 folgte seine Zuwendung zur Prosa, die Dichtung gab er auf. 1981 war er stellvertretender Präsident des Schriftstellerverbandes. In den 1970/80ern verfasste er vor allem historische Romane. Im folgenden Jahrzehnt wandte er sich der jüngeren estnischen Vergangenheit zu, wobei seine Romane immer deutlicher autobiographische Züge annahmen.
Zwischen 1992 und 1993 war er Mitglied des estnischen Parlaments. An der Universität Tartu nahm er 1998 die Professur der freien Künste wahr.

## Familie
Jaan Kross’ Vater Jaan Kross senior war vor dem Zweiten Weltkrieg Mitglied im Stadtrat von Tallinn. Er wurde von den sowjetischen Besatzungsmächten verhaftet und 1946 im Gulag Potma ermordet. Seine Mutter Pauline Uhlberg wurde nach der Besetzung Estlands durch die Sowjetunion deportiert und kehrte erst 1955 aus Sibirien zurück.
Jaan Kross war von 1958 bis zu seinem Tod in dritter Ehe mit der estnischen Schriftstellerin Ellen Niit verheiratet. Zuvor war er von 1940 bis 1949 mit Helga Viira und von 1954 bis 1958 mit Helga Kross verheiratet. Jaan Kross ist Vater von vier Kindern: Toomas Niit (* 1953), Maarja Undusk (* 1959), Eerik-Niiles Kross (* 1967) und Märten Kross (* 1970).

## Auszeichnungen
- Friedebert-Tuglas-Preis für Kurzgeschichten (1971, 1972, 1990, 1995)
- 1971 Verdienter Schriftsteller der Estnischen SSR
- 1985 Volksschriftsteller der Estnischen SSR.
- Juhan-Smuul-Preis (1972, 1973, 1979, 1983, 1984), der pro Genre jährlich vergebene Preis für das beste literarische Werk in Estland
- 1983 Gewerkschaftspreis der UdSSR
- 1988 Eeva-Joenpelto-Preis (Finnland)
- 1989 Ehrendoktor der Universität Tartu
- 1990 Ehrendoktor der Universität Helsinki
- 1989 Preis für das beste übersetzte Buch in Frankreich
- 1989 Preis des Virumaa-Fonds
- 1990 Ehrenmitglied der Finnischen Literaturgesellschaft
- 1991 Amnesty-International-Literaturpreis
- 1991 Stanislaw-Vincenz-Preis (Polen)
- 1993 Ehrenmitglied der finnlandschwedischen Schriftstellervereinigung
- 1994 Staatlicher estnischer Kulturpreis
- 1994 Virumaa-Literaturpreis
- 1995 Nonino-Literaturpreis (Italien)
- 1995 Großes Bundesverdienstkreuz (9. Februar 1995)[4]
- 1996 Orden des Staatswappens 1. Klasse
- 1996 Friedenspreis von Loviisa (Finnland)
- 1997 Virumaa-Literaturpreis
- 1997 Herder-Preis
- 1998 Preis Wappen von Tallinn
- 1999 Jahrespreis des estnischen Kulturkapitals
- 1999 Preis der Baltischen Versammlung
- 1999 Virumaa-Literaturpreis
- 2004 Virumaa-Literaturpreis
- 2006 Kulturpreis der Republik Estland[5]

## Werke
Zu den Werken Jaan Kross’ gehören elf Romane, sechs Erzählungen, 25 Novellen, seine zweiteilige Autobiographie, sechs Lyrikbände und sechs Essaysammlungen sowie einige Theaterstücke, Bücher für Kinder, Übersetzungen und Opernlibretti.

### Thematische Gestaltung
Seine Romane (und Kurzgeschichten) sind fast alle historisch; Kross wird häufig als der Wiederbeleber des historischen Romans bezeichnet. Fast alle seine Werke spielen in Estland und kreisen um das Thema der Beziehungen von Esten, Deutsch-Balten und Russen. Seine häufige Thematisierung des Estnischen Freiheitskampfes gegen die Deutschbalten ist jedoch weitgehend eine Metapher für den zeitgenössischen Kampf gegen die Russen. Kross’ Bedeutung auch nach dem erfolgreichen Ende des Kampfes 1991 zeigt aber, dass seine Romane auch von Themen, die über diese Art Politik hinausgehen, handeln, so z. B. Identität, Loyalität und Bildung.

### Die Tragweite der Werke
In der allgemeinen Meinung gilt Der Verrückte des Zaren über den deutschbaltischen Adligen Timotheus Eberhard von Bock als Kross’ bester Roman. Bekannt ist auch der Roman Professor Martens’ Abreise über den russischen Diplomaten Friedrich Fromhold Martens, der wegen seiner Themen (Wissenschaft, Expertentum, nationale Loyalität) besonders bei Akademikern beliebt ist. Von vielen Experten werden hingegen die Ausgrabungen als Kross’ bestes Werk angesehen. Das Leben im Reval des 16. Jahrhunderts beschreibt sein Roman Das Leben des Balthasar Rüssow. In dem Roman Die Frauen von Wesenberg oder der Aufstand der Bürger beschreibt Kross die Bemühungen der Stadt Wesenberg, sich von der unrechtmäßigen Herrschaft der Adelsfamilie Tiesenhausen zu befreien. Alle diese Romane liegen in deutschen Übersetzungen vor.
Kross war der bei weitem meist übersetzte und national wie auch international bekannteste estnische Schriftsteller, sicherlich der bedeutendste seit Anton Hansen Tammsaare.

### Deutsche Übersetzungen
Im deutschsprachigen Raum gehört Jaan Kross zu den am meisten übersetzten estnischen Schriftstellern, mit dem sich in dieser Hinsicht nur der Klassiker der Zwischenkriegszeit, Anton Hansen Tammsaare, messen kann. Insgesamt sind von Kross zehn Bücher auf Deutsch erschienen, unter Berücksichtigung aller Neuauflagen und Taschenbuchausgaben über 20. Dabei erfolgte sein deutsches Debüt bereits 1974 in der DDR, und der Durchbruch im Westen beziehungsweise baldigen Gesamtdeutschland wurde eingeleitet durch eine Konferenz in Loccum, zu der im November 1989 über 100 Teilnehmer aus dem In- und Ausland angereist waren. Danach nahm sich ein großer deutscher Verlag des Autors an, so dass Kross in den 1990er-Jahren relativ bekannt war. Ein Beispiel hierfür ist auch seine Lesereise, die er 1994 in Deutschland durchführte mit insgesamt zehn Auftritten in Frankfurt/Main, Karlsruhe, Stuttgart, Göttingen, Oldenburg, Bonn, Aachen, Berlin, Erlangen und Nürnberg. Abgesehen von den unten genannten Büchern sind zahlreiche Beiträge zu und von Kross auch in Zeitschriften und Tageszeitungen erschienen.
- Vier Monologe Anno Domini 1506 (Michel Sittow). Aus dem Russischen von Hilde Angarowa u. Werner Creutziger. Aufbau, Berlin/Weimar 1974.
- Der Verrückte des Zaren (Timotheus Eberhard von Bock). Aus dem Estnischen von Helga Viira. Rütten & Loening, Berlin 1988 und Hanser, München 1990, ISBN 3-446-16039-6.
- Professor Martens’ Abreise (Friedrich Fromhold Martens). Aus dem Estnischen von Helga Viira. Hanser, München 1992, ISBN 3-446-16363-8.
- Die Verschwörung. Dt. von Viktor Sepp. Bibliotheca Baltica, Tallinn 1993 (enthält lediglich die Geschichte Die Verschwörung; nicht identisch mit dem folgenden Titel, der neben der Titelgeschichte weitere Novellen enthält).
- Die Verschwörung. Aus dem Estnischen von Irja Grönholm u. Cornelius Hasselblatt. Dipa, Frankfurt/M. 1994 (enthält neben der Titelgeschichte die Novellen Die Geschichte meines Vetters, Der Onkel, Halleluja, Die Flucht).
- Das Leben des Balthasar Rüssow (Balthasar Rüssow). Aus dem Estnischen von Helga Viira und Barbara Heitkam. Rütten & Loening, Berlin 1986 und Hanser, München 1995, ISBN 3-446-16387-5.
- Ausgrabungen. Aus dem Estnischen von Cornelius Hasselblatt. Dipa, Frankfurt/M. 1995, ISBN 3-7638-0343-2.
- Die Frauen von Wesenberg oder Der Aufstand der Bürger. Aus dem Estnischen von Helga Viira. Hanser, München 1997, ISBN 3-446-19120-8.
- Marts Brot oder Wie das Marzipan erfunden wurde. Aus dem Estnischen von Aivo Kaidja. Bibliotheca Baltica, Tallinn 2004.
- Die Stahl’sche Grammatik. Erzählungen. Aus dem Estnischen von Aivo Kaidja, Viktor Sepp, Mati Sirkel, Helga Viira. Bibliotheca Baltica, Hamburg 2007.
- Wikmans Zöglinge Aus dem Estnischen von Irja Grönholm. Mit einem Nachwort von Cornelius Hasselblatt. Osburg, Hamburg 2017.
- Gegenwindschiff. Aus dem Estnischen von Cornelius Hasselblatt und Maximillian Murmann. Osburg, Hamburg 2021.[11][12]

## Werkeverzeichnis
Das Werk von Jaan Kross ist in mehreren Bibliographien gut erschlossen (siehe unten unter „Sekundärliteratur“).

### Romane
- Kolme katku vahel. I–IV. 1970–1980; deutsch: „Das Leben des Balthasar Rüssow“, 1986/1995.
- Keisri hull. 1978; deutsch: „Der Verrückte des Zaren“, 1988/1990.
- Rakvere romaan. 1982; deutsch: „Die Frauen von Wesenberg oder Der Aufstand der Bürger“, 1997.
- Professor Martensi ärasõit. 1984; deutsch: „Professor Martens’ Abreise“, 1992.
- Vastutuulelaev. 1987; deutsch „Gegenwindschiff“ über den Astrooptiker Bernhard Schmidt, übersetzt von Cornelius Hasselblatt. Osburg Verlag, Hamburg 2021.
- Wikmani poisid. 1988; deutsch „Wikmans Zöglinge“, 2017.
- Väljakaevamised. 1990; deutsch „Ausgrabungen“, 1995.
- Tabamatus. 1993.
- Mesmeri ring. 1995.
- Paigallend. 1998.
- Tahtamaa. 2001.

### Erzählungen
- „Kahe kaotsiläinud paberi lugu“ (1966)
- „Neli monoloogi Püha Jüri asjus“ (1970; deutsch: „Vier Monologe Anno Domini 1506“, 1974)
- „Michelsoni immatrikuleerimine“ (1971)
- „Pöördtoolitund“ (1972)
- „Kolmandad mäed“ (1975)
- „Taevakivi“ (1975)

### Novellen
- „Kajalood“ (1980, enthält: Marrastus, Toru, Stahli grammatika)
- „Ülesõidukohad“ (1981, enthält: Rist, Väike Vipper)
- „Silmade avamise päev“ (1988, enthält neben der Titelnovelle: Rist, Väike Vipper, Marrastus, Toru, Stahli grammatika, Vandenõu)
- Tuhatoos (1988)
- Onu (1989)
- Halleluja (1989)
- Minu onupoja jutustus (1991)
- Eesti iseloom (1992)
- Põgenemine (1992)
- „Järelehüüd Kuusiku peremehele“ (1994, enthält neben der Titelnovelle 1941 und Vürst)
- Süit kolmele klaverile või ehk siiski ainult kahele (1996)
- Motacilla (1998)
- Pulmareis (1998)
- Morse (1998)
- Eksam (2001)
- Sobimatute seikade võlu. Mälestus või novell (2004)
- Külmkapp (2004)
- Kokkuleppelised imed (2004)
- Isand Järve käsikiri (2004)

### Dramen
- „Doktor Karelli raske öö“ (2000)
- „Vend Enrico ja tema piiskop“ (2000)
- „Olematu Odysseus“ (2005)

### Kinderliteratur
- „Mardileib“ (1973)

### Gedichte
- „Söerikastaja“ (1958)
- „Tuule-Juku“ (1964)
- „Kivist viiulid“ (1964)
- „Lauljad laevavööridel“ (1966)
- „Vihm teeb toredaid asju“ (1969)
- „Voog ja kolmpii“ (1971)
- „Tiit Pagu“ (erste Hälfte der 1950er-Jahre, fragmentarisch, 2020 aus dem Nachlass herausgegeben von Jaan Undusk)

### Memoiren
- „Kallid kaasteelised“ (2003)
- „Kallid kaasteelised II“ (2008)

### Essays
- „Vahelugemised I“ (1968)
- „Muld ja marmor“ (gemeinsam mit Ellen Niit, 1968)
- „Vahelugemised II“ (1976)
- „Vahelugemised III“ (1982)
- „Vahelugemised IV“ (1986)
- „Vahelugemised V“ (1990)
- „Vahelugemised VI“ (1995)
- „Omaeluloolisus ja alltekst. 1998. a. Tartu Ülikooli filosoofiateaduskonna vabade kunstide professorina peetud loengud“ (2003)

## Sekundärliteratur

### Bibliographien
- Jaan Kross. Personaalnimestik. Koost. Vaime Kabur. Tallinn: Eesti NSV Kultuuriministeerium, Fr.R.Kreutzwaldi nim. Riiklik Raamatukogu 1982. 127 S.
- Jaan Kross. Bibliograafia. Koostanud Vaime Kabur, Gerli Palk. [Hamburg / Tallinn]: Bibliotheca Baltica 1997. 367 S.
- Jaan Kross. Bibliograafia 1997–2005. Koost. Vaime Kabur, Tiina Ritson. Tallinn: Eesti Rahvusraamatukogu 2006. 207 S.
- Cornelius Hasselblatt: Estnische Literatur in deutscher Sprache 1784–2003. Bibliographie der Primär- und Sekundärliteratur. Bremen: Hempen Verlag 2004, S. 66–80.

### Monographien, Sammelbände
- Jaan Kross. Compiled by Maret Kangur: Tallinn: Eesti Raamat 1985. 43 S.
- Der Verrückte des Zaren. Jaan Kross in Loccum. Hrsg. von Olaf Schwencke. Loccum: Evangelische Akademie 1990. 235 S. (Loccumer Protokolle 58/'89)
- Kerttu Wagner: Die historischen Romane von Jaan Kross. Am Beispiel einer Untersuchung der deutschen und englischen Übersetzungen von Professor Martensi ärasõit (1984). Frankfurt/M. et al.: Peter Lang 2001. 290 S. (Europäische Hochschulschriften, Reihe XVIII: Vergleichende Literaturwissenschaft, Bd. 97)
- Metamorfiline Kross. Sissevaateid Jaan Krossi loomingusse. Koostanud Eneken Laanes. Tallinn: Underi ja Tuglase Kirjanduskeskus 2005. 262 S.
- Juhani Salokannel: Sivistystahto. Jaan Kross, hänen teoksensa ja virolaisuus. Helsinki: WSOY 2008. 506 S.
- Eneken Laanes: Lepitamatud dialoogid. subjekt ja mälu nõukogudejärgses eesti romaanis. Tartu: Tartu Ülikooli Kirjastus 2009. 206 S. (Dissertationes litterarum et contemplationis comparativae Universitatis Tartuensis 9)
- Jaan Kross: bilan et découvertes. Actes de la journée Jaan Kross, 28 novembre 2008. Recueil publié sous la direction de Martin Carayol. Paris: L’Harmattan / Adéfo 2011. 162 S. (Bibliothèque finno-ougrienne 20)
- Lea Pild (Hrsg.): Jaan Kross and Russian Culture (=Acta Slavica Estonica II). University of Tartu Press, Tartu 2012, ISBN 978-9949-32-201-5.

### Artikel, Rezensionen (Auswahl)
- Dietmar Albrecht: Jaan Kross. Estlands Rückkehr in die Ökumene. In: Dietmar Albrecht, Martin Thoemmes (Hrsg.): Mare Balticum. Begegnungen zu Heimat, Geschichte, Kultur an der Ostsee. Martin Meidenbauer Verlagsbuchhandlung, München 2005, S. 67–84.
- Andrzej Drawicz:. „Estnischer Morgentau“. Über das Schaffen des sowjetestnischen Schriftstellers Jaan Kross. – Osteuropa, nr 1/1979, S. 37–43.
- Karl-Markus Gauß: Gefährliche Chroniken. – Die Zeit, Nr. 42, 13. Oktober 1995 (Literaturbeilage, S. 24).
- Cornelius Hasselblatt: Jaan Kross. – Kritisches Lexikon zur fremdsprachigen Gegenwartsliteratur. 51. Nachlieferung. München: edition text + kritik 2000. 12 + 6 S.
- Ivo Iliste: Personalities of the Estonian National Awakening in the Prose of Jaan Kross. – National Movements in the Baltic Countries during the 19th Century, The 7th Conference on Baltic Studies in Scandinavia, Stockholm, June 10-13, 1983. Ed. Aleksander Loit. Stockholm 1985, 367-376 (Acta Universitatis Stockholmiensis. Studia Baltica Stockholmiensia 2)
- Maire Jaanus: Estonia and pain: Jaan Kross' The Czar's Madman. – Journal of Baltic Studies 3/2000, S. 253–272.
- Tiina Kirss: History and narrative. An introduction to the fiction on Jaan Kross. – Cross Currents 6 (1987), S. 397–404.
- Tiina Kirss: Die fehlenden Zähne der Erinnerung. – Estonia 4/1989, S. 149–157.
- Tiina Ann Kirss: Balthasar Russow at Koluvere. Peasant Rebellion in Jaan Kross‘ Between Three Plagues. – Novels, Histories, Novel Nations. Historical Fiction and Cultural Memory in Finland and Estonia. Edited by Linda Kaljundi, Eneken Laanes & Ilona Pikkanen. Helsinki: SKS 2015 (Studia Fennica Historica 19), S. 257–278.
- Hendrik Markgraf: Gedächtnis und Dichter der Esten: Jaan Kross. – FAZ-Magazin vom 22. Februar 1991 (8. Woche, H. 573), S. 13–18.
- Beatrice von Matt: Reise zu einem ungekrönten König. Gespräch mit dem estnischen Schriftsteller Jaan Kross. – Neue Zürcher Zeitung, Internationale Ausgabe, 8. Dezember 1997, S. 23.
- Christoph Neidhart: Revals Undeutsche unter der Fuchtel. – Die Weltwoche 25. Februar 1988, S. 53.
- Susanne Raubold: Jaan Kross: «Wer etwas Wesentliches will, bleibt zu Hause». – du. Die Zeitschrift der Kultur, 12/1992, S. 28–31.
- Hain Rebas: Jaan Kross als estnischer Historiker. – Baltica 4/1989, S. 36–42.
- Friedrich Scholz: Die Befreiung des Wortes und die Befreiung durch das Wort. Zum Werk und Wirken des estnischen Dichters Jaan Kross. – Fernandez, M.M. Jocelyne / Raag, Raimo (eds.): Contacts de langues et de cultures dans l’aire baltique. Contacts of Languages and Cultures in the Baltic Area. Mélanges offerts à Fanny de Sivers. Uppsala 1996, S. 227–241 (Uppsala Multiethnic Papers 39).
- Jürgen Serke: Sei mein Narr, Timotheus! Selbstbewußte Signale aus Reval: Porträt des estnischen Schriftstellers Jaan Kross. – Die Welt, 4. August 1990, S. 21.
- Erich Wulff: Im Ungreifbaren überleben. Zu Jaan Kross' Roman Tabamatus. – Das Argument Nr. 258, 2004, S. 850–856.